# Conchoderma auritum
Conchoderma auritum är en kräftdjursart som först beskrevs av Carl von Linné 1758.  Conchoderma auritum ingår i släktet Conchoderma och familjen Lepadidae. Det är osäkert om arten förekommer i Sverige. Inga underarter finns listade i Catalogue of Life.

## Bildgalleri

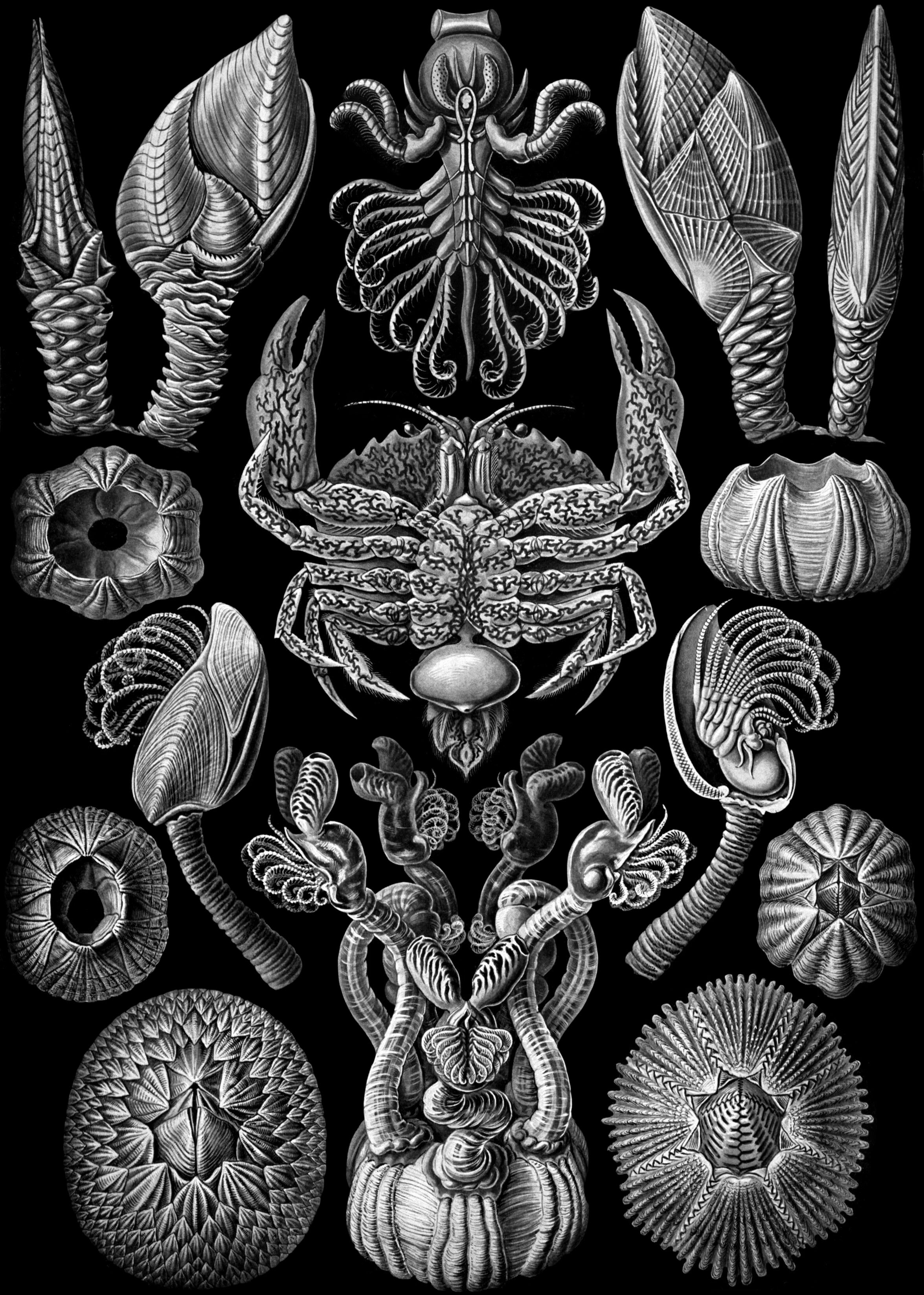